# Frederick Jerome Work
Frederick Jerome Work, né à Nashville (Tennessee) le 11 août 1878 et mort à Bordentown le 24 janvier 1942, est un arrangeur ("harmoniste"), ainsi qu'un compositeur de chansons aux États-Unis. Il était membre d'une famille de musiciens et publia un recueil de "Negro spirituals" avec son frère John Wesley Work, Jr.
Il œuvra au sein de l'Université Fisk, ainsi que ses Chanteurs Jubilé (Jubilee Singers) et partit en tournée avec une autre chorale qu'il dirigea. Il jouait du piano. Il fut photographié à la maison d'Albert Barnes en 1940. 

## Chansons
- Wade in the Water
- Out of the Depths[7]